# Center one grupacija
CC Real je tvrtka koja se bavi investiranjem, razvojem i upravljanjem trgovačkim centrima u Hrvatskoj i inozemstvu
je do sada na hrvatskome tržištu otvorila tri trgovačka centra pod nazivom City Center one. 
Postoje dva trgovačka centra City Center one u Zagrebu i jedan u Splitu. Najstariji centar je onaj na zagrebačkom Jankomiru – City Center one West, koji je otvoren 2006. godine. Splitski centar otvoren je 2010., a City Center one East, na zagrebačkom Žitnjaku, otvorio se 2012. godine. Ukupna bruto površina sva tri centra iznosi oko 410 000 metara četvornih, a prostor namijenjen prodajnim površinama velik je oko 153 000 metara četvornih. Sva tri centra zajedno imaju 7 200 parkirališnih mjesta te više od 5 000 zaposlenih. City Center one dobitnik je Superbrands, Best Buy i Qudal nagrada za kvalitetu, proglašen je Customers' Friend shopping centrom s Vrhunskom uslugom te je dobitnik brojnih drugih nagrada i priznanja.

## City Center one West
Otvoren je 12. listopada 2006. u zagrebačkom naselju Jankomir. U projekt izgradnje City Centera one uloženo je više od 100 milijuna eura i ta investicija čini treću po vrijednosti u Republici Hrvatskoj u 2006. godini. Centrom upravlja domaća tvrtka CC Real d.o.o. k.d. 
City Center one West bio je prvi klasični dvokatni trgovački centar te ujedno i najveći trgovački centar u Zagrebu u vrijeme svoga otvaranja. 
Centar je dograđen 2009. godine u što je uloženo dodatnih 40 milijuna eura pa je ukupna vrijednost uloženog kapitala u objekt u iznosu od 140 milijuna eura. Dogradnja dodatnih 36.000 četvornih metara trajala je 8 mjeseci, a novi dio centra otvoren je 16. travnja 2009. godine. 
Centar zapošljava više od 1700 ljudi, a godišnje ga posjeti oko 7,3 milijuna posjetitelja, što odgovara gotovo dvostrukom broju stanovništva Hrvatske. 

#### Unutrašnjost centra
City Center one prostire se na dvije etaže koje su povezane liftovima i pokretnim stepenicama, a prekriva ih veliki stakleni krov. Centar je urbanistički postavljen u raster grada, odnosno smješten je oktogonalno u odnosu na ulice. Na 100.000 kvadratnih metara bruto površine nalazi se 130 prodavaonica - hipermarket, trgovine odjećom, obućom, donjim rubljem, modnim dodacima, trgovine za opremanje doma, ljekarna, mjenjačnica, kemijska čistionica, drogerije, parfumerije, trgovine tehničkom opremom, mobilni operateri, restorani, kafići, dječja igraonica, dodatni sadržaji te uredi uprave i održavanja Centra. 
Parkiralište je smješteno u podzemnoj garaži, dvije razine nadzemne garaže te ispred Centra s ukupno 2100 parkirališnih mjesta. Prostor Centra je prilagođen osobama s invaliditetom i djeci. 
Arhitektonsko rješenje potpisao je arhitekt Otto Barić, projektant je Igor Dombi, a glavni izvođač radova je domaća tvrtka Stipić Grupa. Centar je gradilo između 700 i 900 ljudi.

#### Lokacija
Centar se nalazi u zapadnom dijelu grada Zagreba, u naselju Jankomir, uz Ljubljansku aveniju. Prometno je povezan i javnim gradskim prijevozom - autobusnim i tramvajskim linijama ZET-a. Adresa City Centra One West je Jankomir 33, 10090 Zagreb-Susedgrad.

## City Center one East
Otvoren je 29. ožujka 2012. godine, u istočnom dijelu glavnoga grada. To je treći po redu projekt investitora Kaufmann grupe, nakon City Centera one West na zagrebačkom Jankomiru i City Centera one Split. Investicija je vrijedna 135 milijuna eura, a Centrom upravlja domaća tvrtka CC Real d.o.o. k.d. U City Centeru one East zaposleno je oko 1 000 ljudi. Arhitektonsko rješenje potpisuje Kaufmann&partner Architektbuero iz Linza te glavna projektantica Iva Birač iz Rimc projekta d.o.o. dok je za sve građevinske radove bila zadužena domaća tvrtka Stipić Grupa. Za elektro i strojarske instalacije zadužena je tvrtka Leopold Jordan Gmbh. Centar je gradilo oko 1 000 ljudi.

#### Unutrašnjost
Centar se prostire na 130 000 četvornih metara bruto površine s 50 000 kvadrata namijenjenih prodajnim površinama raspoređenima na tri etaže koje su povezane dizalima i stepenicama. Centar je natkriven velikim staklenim krovom, a ukupni broj parkirališnih mjesta je 2 400. Čitav prostor prilagođen je kretanju osoba s invaliditetom i djeci.
U sklopu centra nalazi se veliki hipermarket, trgovine odjećom, obućom, donjim rubljem, modnim dodacima, trgovine za opremanje doma, ljekarna, mjenjačnice, drogerije, parfumerije, trgovine tehničkom opremom, mobilni operateri, restorani, kafići, dječja igraonica, dodatni sadržaji te uredi uprave i održavanja Centra. U Centru se nalaze i veliko kino sa sedam dvorana te automat klub.

#### Lokacija
City Center one East smješten je u istočnom dijelu grada Zagreba, uz najfrekventniju zagrebačku prometnicu, Slavonsku aveniju. Dobro je cestovno povezan s okolnim mjestima, a od samog središta Zagreba udaljen je otprilike 15 minuta vožnje. Prometno je povezan i javnim gradskim prijevozom - autobusnim i tramvajskim linijama ZET-a. Adresa City Centra One East je Slavonska avenija 11d, 10000 Zagreb.

## City Center one Split
Trgovački centar City Center one Split najveći je trgovački centar u Dalmaciji. Otvoren je 12. studenoga 2010. Investitor ovoga projekta je Center one grupa koja je u projekt izgradnje City Centera one uložila više od 160 milijuna eura. Njeni većinski dioničari su Kaufmann grupa i Aggmore, uz manji udio austrijskih i hrvatskih privatnih dioničara. Arhitektonsko rješenje City Centera one Split potpisao je projektni ured Nemico iz Splita, a glavni izvođač radova je tvrtka Stipić Grupa. Centar je gradilo oko 1 000 ljudi.

#### Unutrašnjost
City Center one Split prostire se na bruto površini od 180.000 metara četvornih raspoređenih na prodajni prostor i garaže. Na 57.000 metara četvornih prostire se 190 poslovnih prostora trgovačkog, ugostiteljskog i uslužnog sadržaja, raspoređenih na tri etaže koje su povezane dizalima i pokretnim stepenicama. Na pet etaža garaža nalazi se oko 2.700 parkirališnih mjesta. Čitav prostor centra prilagođen je kretanju osoba s invaliditetom i djeci. U sklopu centra nalazi se veliki hipermarket, trgovine odjećom, obućom, donjim rubljem, modnim dodacima, trgovine za opremanje doma, ljekarna, mjenjačnice, drogerije, parfumerije, trgovine tehničkom opremom, mobilni operateri, restorani, kafići, dječja igraonica, dodatni sadržaji te uredi uprave i održavanja Centra. U Centru se nalazi i veliko kino te automat klub.

#### Lokacija
City Center one Split je smješten na istočnom dijelu grada Splita u predjelu Brnik, paralelno s novoizgrađenim dijelom Vukovarske ulice. Prometno je povezan gradskim autobusnim linijama. Adresa City Centra One Split je Vukovarska ulica 207, 21000 Split.

## Vanjske poveznice
- City Center one West

- City Center one East
- City Center one Split